# Alexandr Alexandrovič Kiesewetter
Alexandr Alexandrovič Kiesewetter (rusky Александр Александрович Кизеветтер; 22. května 1866, Petrohrad – 9. ledna 1933, Praha) byl ruský politik, historik, vysokoškolský pedagog a publicista.

## Životopis
Kiesewetterův pradědeček byl kovářem v Durynsku, jeho dědeček byl hudebník a usadil se v Rusku. Jeho otec, Alexander Ivanovič Kiesewetter, vystudoval práva na univerzitě v Petrohradě a jako státní rada vedl archiv generálního štábu v Petrohradu. Matka Olimpiada Nikolajevna roz. Turčaninovová byla vnučkou protojereje a skladatele duchovní hudby Petra Ivanoviče Turčaninova a dcerou učitele dějepisu. V roce 1868 se rodina přestěhovala do Orenburgu, kde byl otec zástupcem ministerstva války generálnímu guvernérovi.
Mladý Alexandr Alexandrovič v roce 1888 promoval na Historicko-filologické fakultě Moskevské státní univerzity, v roce 1903 se stal magistrem a v roce 1909 doktorem historie a posléze profesorem Moskevské státní univerzity. Od roku 1917 byl členem korespondentem Ruské akademie věd.
V roce 1904 vstoupil do Osvobozenecké unie, v roce 1906 se stal členem ústředního výboru ruské Konstitučně-demokratické strany (kadetů) a v roce 1907 byl zvolen poslancem do Druhé státní dumy.
Po bolševické revoluci Kiesewetter přednášel ruskou historii v divadelních kurzech v moskevském Malém divadle. Od února 1919 spravoval dva archivy a stal se profesorem II. Moskevské univerzity. Během této doby byl jako člen kadetů třikrát zatčen Čekou a na základě politického obvinění uvězněn. V roce 1920 byl propuštěn a v roce 1922 jako jeden z několika stovek intelektuálů definitivně vypovězen ze sovětského Ruska a zbaven občanství.

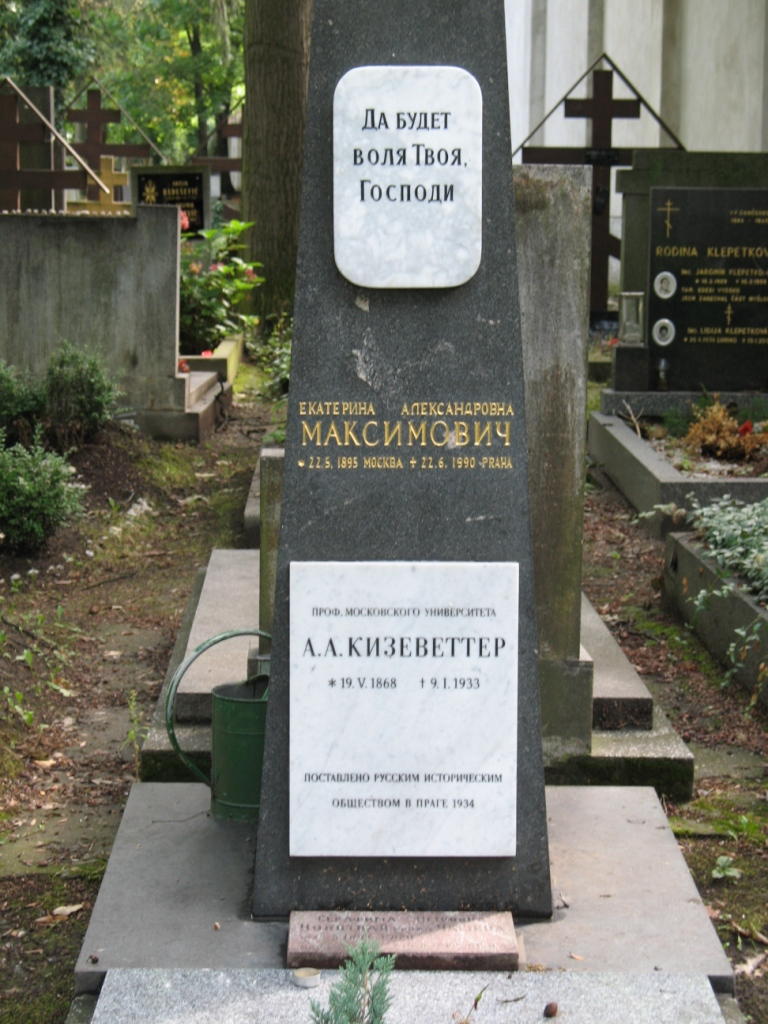
Náhrobek Alexandra Kiesewettera na Olšanských hřbitovech (index 19, číslo hrobu: 31, 2ob.)

Po krátkém pobytu v Berlíně se v lednu 1923 usadil s rodinou v Praze, kde působil jako profesor historie. Přednášel ruské dějiny na Ruské právnické fakultě, Ruské lidové univerzitě a Univerzitě Karlově. Podílel se také na společenském životě ruské emigrace. Byl členem Ruské akademické organizace v zahraničí a místopředsedou, od roku 1932 předsedou Ruské historické společnosti.
Alexandr Alexandrovič Kiesewetter zemřel 9. ledna 1933 ve svém pražském bytě v Dejvicích a byl pohřben v pravoslavné části Olšanských hřbitovů. V roce 1993 byl rehabilitován.

## Spisy
Kiesewetter byl autorem primárních studií o sociálních dějinách Ruska 18. století (Posadská oblast Ruska XVIII. století, 1903, Gorodovoje položenije Jekatěriny II 1785 goda, 1909) a několika svazků historických esejů a memoárů.